# Beesten
Beesten – miejscowość i gmina w Niemczech, w kraju związkowym Dolna Saksonia, w powiecie Emsland, wchodzi w skład gminy zbiorowej Freren.

## Bibliografia

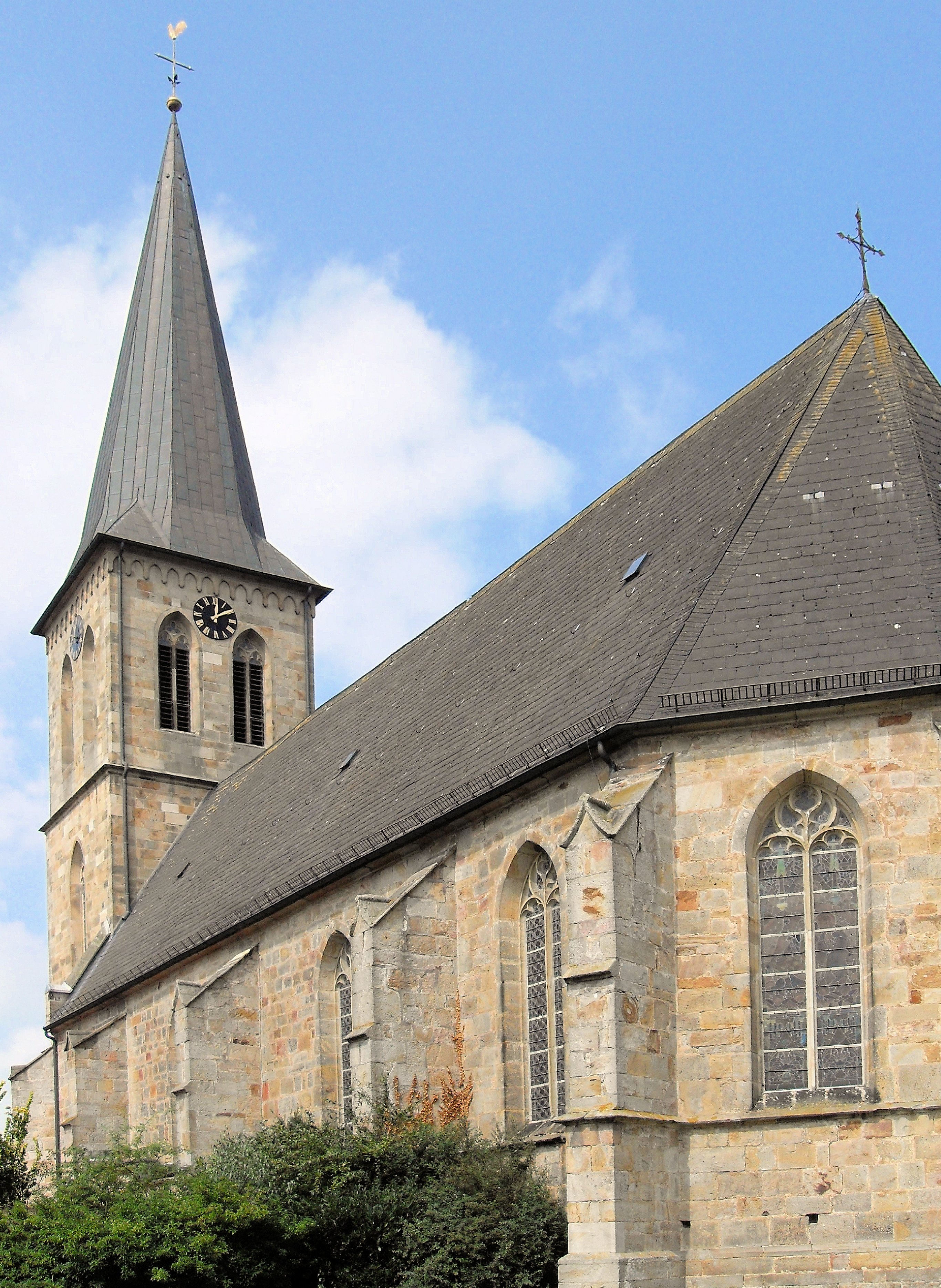
Katolicki kościół parafialny w Beesten